# Synekologia
Synekologia – dział ekologii zajmujący się badaniem struktury i funkcjonowania grup organizmów oraz wzajemne zależności między nimi a środowiskiem.
Podział ekologii na synekologię i autekologię ma obecnie znaczenie historyczne. Został zastąpiony przez podział na ekologię populacyjną i ekologię ewolucyjną (wchodzące w zakres ekologii gatunku). 